# Floris Kloeke

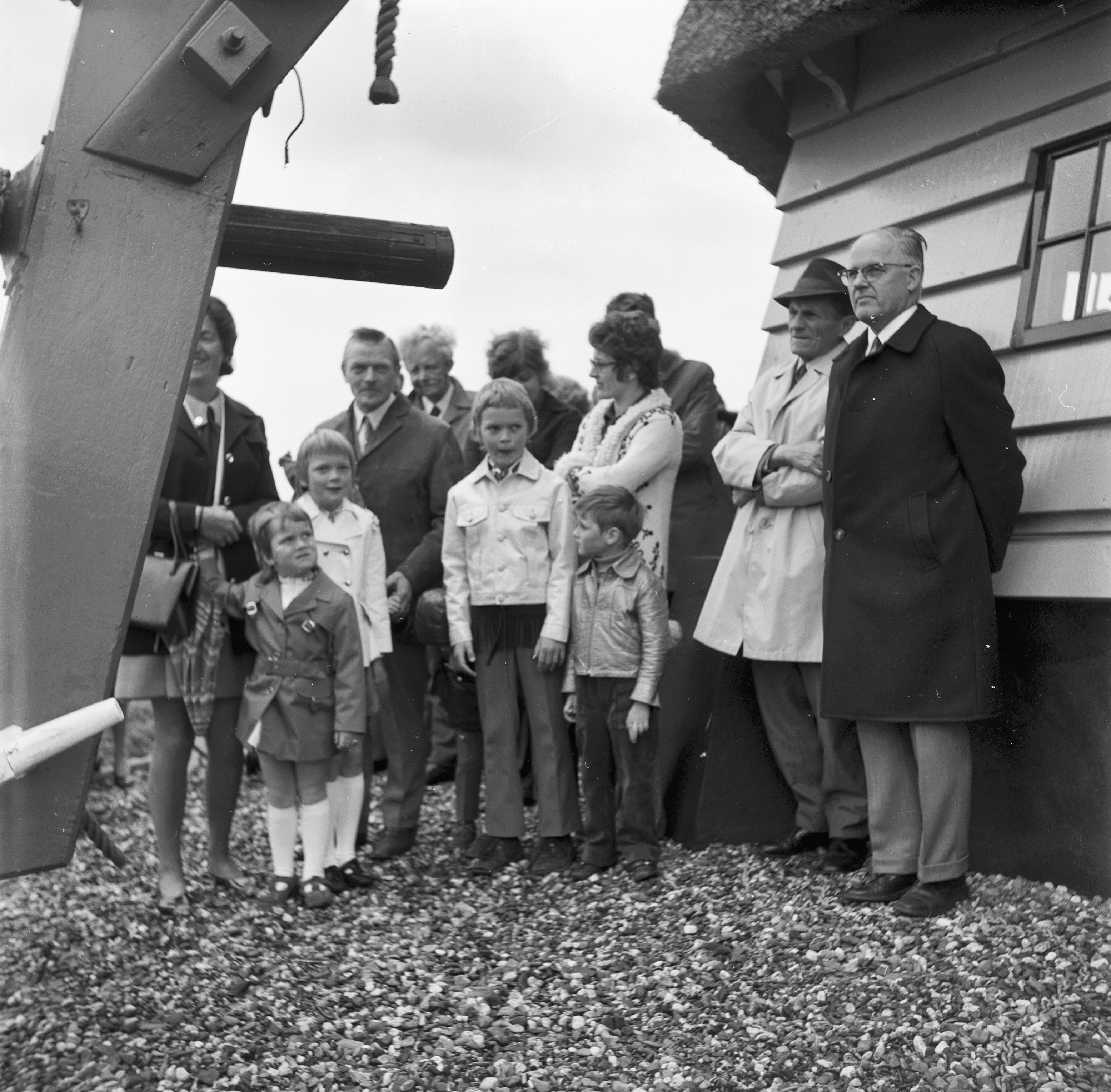
Burgemeester F. Kloeke bij ingebruikneming molen (1972)

Floris Kloeke (Vlissingen, 29 april 1914 – Purmerend, 3 augustus 2005) was een Nederlands politicus van de VVD.
Hij werd geboren als zoon van een beroepsofficier. Zelf had hij een loopbaan bij de lokale overheid. Zo was hij ontvanger-secretaris van de Gelderse gemeente Rozendaal voor hij in  april 1946 benoemd werd tot burgemeester van Wieringerwaard. In oktober 1961 volgde zijn benoeming tot burgemeester van Beemster wat hij tot zijn pensionering in mei 1979 zou blijven. Kloeke overleed in 2005 op 91-jarige leeftijd.